# Стерче
Стерче (укр. Стерче) — село в Глыбокской поселковой общине Черновицкого района Черновицкой области Украины.
До 2020 года входило в Глыбокский район
Население по переписи 2001 года составляло 1231 человек. Почтовый индекс — 60438. Телефонный код — 3734. Код КОАТУУ — 7321086401.

## Население
1. Н/Д[1]

1. Н/Д[2]

## Известные уроженцы, жители
- Шова, Семён Констанинович (1933—2005) — советский хозяйственный, государственный и политический деятель, Герой Социалистического Труда.